# Aphrocallistes vastus
Aphrocallistes vastus är en svampdjursart som beskrevs av Schulze 1886. Aphrocallistes vastus ingår i släktet Aphrocallistes och familjen Aphrocallistidae. Inga underarter finns listade i Catalogue of Life.

## Bildgalleri

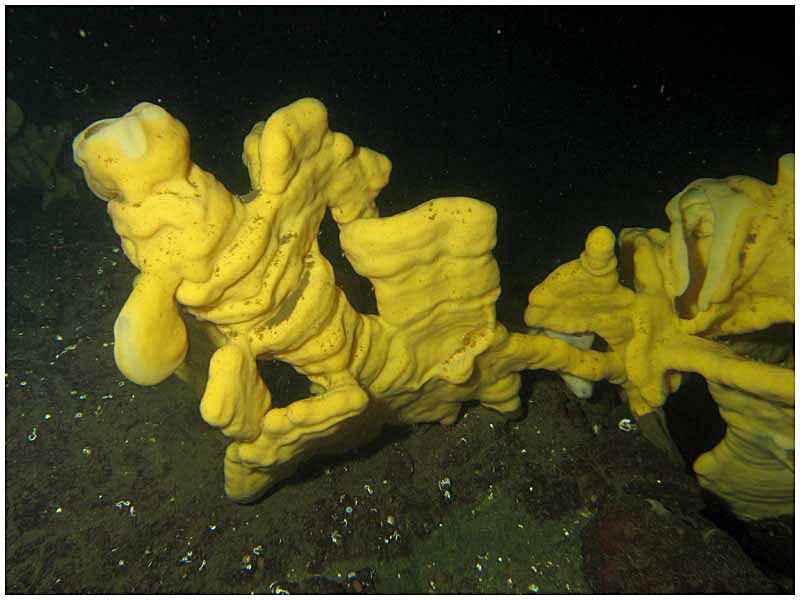